# Sisyrinchium tinctorium
Sisyrinchium tinctorium är en irisväxtart som beskrevs av Carl Sigismund Kunth. Sisyrinchium tinctorium ingår i släktet gräsliljor, och familjen irisväxter. Inga underarter finns listade i Catalogue of Life.